# Chittoor

Chittoor är en stad i delstaten Andhra Pradesh i Indien, och är administrativ huvudort för ett distrikt med samma namn. Folkmängden uppgick till 153 756 invånare vid folkräkningen 2011, med förorter 175 647 invånare.